# Bernard Rollin
Bernard Rollin (* 18. Februar 1943; † 19. November 2021) war ein US-amerikanischer Philosoph und Tierethiker. Er war Professor für Philosophie und Nutztierwissenschaften an der Colorado State University.

## Wirken
Rollin promovierte 1972 an der Columbia University. Seine wissenschaftlichen Interessen umfassten traditionelle und angewandte Philosophie. Bekannt wurde er neben dem zweibändigen Werk The Experimental Animal in Biomedical Research (1989 & 1995) auch durch den 2012 vorgestellten Film „The Superior Human?“ („Der überlegene Mensch?“), in dem er gegen die von René Descartes vertretene philosophische Position, der gemäß es sich bei nichtmenschlichen Tieren um empfindungslose und nichtdenkende Maschinen handelt, dafür argumentiert, dass andere Tiere denken und fühlen können.
In dem anthologischen Werk The Unheeded Cry. Animal Consciousness, Animal Pain and Science (1989) rekapitulierte Rollin die wissenschaftliche Diskussion um tierisches Bewusstsein und insbesondere der Schmerzempfindungsfähigkeit von Tieren ab Charles Darwin bis in das späte 20. Jahrhundert. Er analysierte darin, dass das Zusammenspiel von philosophischen und geschichtlichen Entwicklungen, vor allem der Leugnung der res cogitans durch Descartes in Bezug auf Tiere und dem Aufschwung des bewusstseinsskeptischen Behaviorismus auf der einen Seite sowie der Emanzipation und Spezialisierung der Einzelwissenschaften, darunter in besonderem Maße der Psychologie, auf der anderen Seite zu einer äußerst ungünstigen Ausgangslage für die Tiere des 20. Jahrhunderts führte. Die wissenschaftliche Folklore proklamierte eine durchgehende Trennung von Wissenschaft und Ethik, die Einschränkungen in den Verlauf sowie die Ausrichtung von Forschung als unwissenschaftlich und restriktiv gänzlich ablehnte. Gleichzeitig erlaubte die behavioristische Ausrichtung für Jahrzehnte eine bestenfalls agnostische, aber meist dezidiert ablehnende Haltung im Bezug auf jegliche moralisch relevante Eigenschaften von nichtmenschlichen Tieren. Damit war den Wissenschaftlern der Weg geebnet, Tiere uneingeschränkt und unkontrolliert für alle erdenklichen Arten von Experimenten zu benutzen. Rollin wies auf die Absurdität einer Geisteshaltung hin, die auf der einen Seite über Jahrzehnte mit angeblich wissenschaftlicher Begründung (welche in Wirklichkeit ein Produkt der Akzeptanz des behavioristischen Paradigmas war) mit Nachdruck behauptete, Tiere seien nicht in der Lage, Schmerz zu empfinden und können daher z. B. ohne Einsatz von Analgetika chirurgischen Eingriffen jeglicher Art unterzogen werden, und auf der anderen Seite an Tieren vorgenommene Experimente als Prüfstein für Erkenntnisse über Menschen verteidigt, insbesondere wenn es dabei um menschliche Schmerzen oder Beschwerden geht.
Rollin setzte sich ab den 1970er Jahren aktiv für eine Verbesserung der Benutzung von Tieren ein, besonders in den Bereichen Veterinärmedizin und wissenschaftliche Verwendung von Tieren. Durch seinen Einsatz erzielte er an vielen Universitäten und Forschungseinrichtungen weitreichende Verbesserungen bei der Benutzung von Labortieren. Rollin war weit renommiert als philosophischer Redner zum Thema Tierethik – im medizinischen, wissenschaftlichen, politischen und Tierrechts-/Tierschutzbereich – und war Beratungsmitglied zahlreicher Gremien. Er argumentierte für einen angemessenen moralischen Status von Tieren, die in der Philosophiegeschichte meist unberücksichtigt geblieben sind und forderte, dass Tiere ihrem arteigenen Telos gemäß leben können sollten. In Putting the Horse before Descartes. My Life`s Work on Behalf of Animals (2011) beschrieb Rollin detailliert seine Rolle bei der allmählichen Verbesserung der Position von Tieren im wissenschaftlichen, medizinischen und politischen Kontext.

## Schriften
- Bernard E Rollin: Natural and conventional meaning: An examination of the distinction. Mouton, 1976, ISBN 90-279-3274-3.
- Bernard E. Rollin: The Teaching of Responsibility. Universities Federation for Animal Welfare (UFAW), 1983, ISBN 0-900767-33-2.
- Bernard E. Rollin: The Experimental Animal in Biomedical Research: A Survey of Scientific and Ethical Issues for Investigators, Volume I. 1. Auflage. CRC Press, 1990, ISBN 0-8493-4981-8.
- Bernard E. Rollin: Farm Animal Welfare: School, Bioethical, and Research Issues. 1. Auflage. Iowa State Press, 1995, ISBN 0-8138-2563-6.
- Bernard E. Rollin: The Frankenstein Syndrome: Ethical and Social Issues in the Genetic Engineering of Animals. Cambridge University Press, 1995, ISBN 0-521-47807-3.
- Bernard Rollin: The Unheeded Cry. 1. Auflage. Wiley, 1999, ISBN 0-8138-2575-X.
- David W. Ramey, Bernard E. Rollin: Complementary and Alternative Veterinary Medicine Considered. 1. Auflage. Wiley-Blackwell, 2003, ISBN 0-8138-2616-0.
- G. John Benson, Bernard E. Rollin: The Well-Being of Farm Animals: Challenges and Solutions. 1. Auflage. Wiley-Blackwell, 2004, ISBN 0-8138-0473-6.
- Bernard E. Rollin: Science and Ethics. Cambridge University Press, 2006, ISBN 0-521-67418-2.
- Bernard E. Rollin: An Introduction to Veterinary Medical Ethics: Theory And Cases, Second Edition. 2. Auflage. Wiley-Blackwell, 2006, ISBN 0-8138-0399-3.
- Bernard E. Rollin: Animal Rights & Human Morality. 3. Auflage. Prometheus Books, 2006, ISBN 1-59102-421-8.